# Black Dog (Film)
Black Dog ist ein US-amerikanischer Actionfilm von Kevin Hooks aus dem Jahr 1998 aus dem Genre „Truckerfilme“. Die Hauptrolle ist mit Patrick Swayze besetzt.

## Handlung
Der Film beginnt mit einer Szene, in der FBI und ATF versuchen, einen Lkw mit illegalen Waffen zu stoppen, wobei der Fahrer des Lkws stirbt.
Der Lastwagenfahrer Jack Crews überfährt im Sekundenschlaf einen Menschen, weswegen er zu einer Haftstrafe verurteilt wird. Außerdem wird ihm sein Führerschein entzogen. Crews befindet sich nach der Entlassung in finanziellen Schwierigkeiten, ihm droht der Verlust seines Hauses. Um das zu verhindern befördert er im Auftrag Cutlers unregistrierte Waffen, dabei begleiten ihn einige Männer und ein Hund. Cutler entführt Crews’ Frau und Tochter, um sicher zu sein, dass der Auftrag wie geplant ausgeführt wird.
Ein Mann mit dem Namen Red versucht mehrmals, die Ladung zu rauben, wobei einer der Begleiter Crews’ stirbt. Bei der Übergabe der Ladung kommt es in einem Containerhafen zu einer Schießerei mit dem FBI und ATF. Crews versucht, seine Familie zu befreien, es kommt zum Kampf mit Cutler. Erst schießt Cutler auf Crews, dann gehen sie mit den Fäusten aufeinander los. Crews behält die Oberhand und setzt einen Würgegriff bei Cutler an. FBI, ATF und seine Frau halten Crews im letzten Moment davon ab Cutler zu töten und nehmen diesen fest. Da Crews dem FBI durch seinen Tipp sowohl die Waffen als auch die Hintermänner geliefert hat bietet ihm die Behörde einen Deal an. Wenn er vor Gericht aussagt, werde wahrscheinlich keine Anklage gegen ihn erhoben. Außerdem versprechen ihm die Vertreter der Behörde, einen Weg zu finden, damit er sein Haus nicht verliert. Er erhält sogar seinen Führerschein zurück und übernimmt den Hund als Haustier. Als Crews mit seiner Familie mit der Zugmaschine zur Verwahrstelle fährt, unternimmt Red, ebenfalls mit einer Zugmaschine, einen Anschlag auf Crews und seine Familie. Die wilde Fahrt durch den Containerhafen und ein Fabrikgebäude endet, als Red die Kontrolle über das Steuer verliert. Seine Zugmaschine überschlägt sich, wird von einer Lokomotive gerammt und explodiert.

## Kritiken
Bob Heisler schrieb in der Los Angeles Times vom 4. Mai 1998, dem Film würden Charme und Stil fehlen. Die Dialoge würden wie Popcorn wirken („corn-fed dialogue“). Der Kritiker spottete in einer Zusammenfassung, der Film „mische 92 Oktan mit 87 IQ“ („mixes 92 octane with 87 IQ“).
Das Lexikon des internationalen Films schrieb, der Film sei ein „anspruchsloser, in der Hauptrolle unglücklich besetzter Actionfilm“. Ihm gehe es vorwiegend „um Verfolgungsjagden und Zusammenstöße“, die allerdings „recht solide inszeniert“ seien.

## Hintergrund
Für die Hauptrolle war ursprünglich Kevin Sorbo vorgesehen. Der Film wurde in Atlanta, in Cleveland (Georgia), in Charlotte (North Carolina) und in Wilmington (North Carolina) gedreht. Er spielte in den Kinos der Vereinigten Staaten ca. 12,8 Millionen US-Dollar ein.